# Roditelji
Roditelj je svaka jedinka koja ima potomstvo. Kod ljudi, to su majka i/ili otac djeteta, pri čemu se termin dijete odnosi na potomstvo, a ne na biološku dob. U botanici, roditeljem se naziva biljka koja se s drugom križa radi dobivanja nove vrste. U prenesenom značenju roditelj može označavati osnivača, pokretača, začetnika, npr. otac domovine.
"U pravnom smislu, roditelji su osobe koje imaju pravo i odgovornosti roditeljske skrbi. Kao roditelj odgovorni ste za odgoj, obrazovanje i imovinu svoje djece. Imate pravo i pravno ih zastupati.
U svim zemljama EU-a majka automatski ima roditeljsku odgovornost za svoje dijete, kao i otac ako je majka s njim u braku. U većini slučajeva roditelji zajednički izvršavaju tu odgovornost.
Pravila o tome ima li otac koji nije u braku s majkom djeteta ista prava i odgovornosti ovise o zakonodavstvu pojedine zemlje".
Prava i obveze roditelja u većini zemalja određuje zakonodavstvo koje se bavi područjem obiteljskog prava. U Republici Hrvatskoj prava i obveze roditelja su određena Obiteljskim zakonom.

## Roditelji

### Biološki roditelji
Biološki roditelj je ona jedinka čija gameta rezultira potomkom; mužjak to postaje putem spermija, ženka putem jajašca. Biološki roditelji su potomku srodnici u prvom stupnju srodstva i dijele s njime 50 % gena. 

### Posvojitelji
Posvojitelj je roditelj djeteta s kojim nije u biološkom srodstvu, a formalno-pravne obiteljske veze prvog stupnja srodstva se stječu posvojenjem.

### Surogat roditelji
Žena može postati roditelj u biološkom smislu i surogatstvom (surogat-majka), međutim iz ovog biološkog odnosa ne proizilazi obiteljsko-pravni odnos roditelja i djeteta. Zakonodavstvo Republike Hrvatske ne dozvoljava surogat majčinstvo.

### Roditelji djeteta začetog medicinski potpomognutom oplodnjom
Majka djeteta začetog darovanom jajnom stanicom ili zametkom je žena koja ga je rodila. Otac djeteta začetog darovanim sjemenom ili zametkom, prema Obiteljskom zakonu Republike Hrvatske je suprug majke, ako je dijete rođeno za vrijeme trajanja braka ili 300 dana nakon prestanka braka i ako je dao suglasnot za postupak medicinski potpomognute oplodnje.